# Осрік (король Дейри)
Осрік (давн-англ. Osric; ? —634) — король Дейри у 633—634 роках.

## Життєпис
Походив з династії Іффінгів. Син Етельріка, короля Дейри, або Елфріка, брата короля Елли. Про дату народження нічого невідомо. У 604 році після загибелі батька втік до королівства Дал Ріада або Ольстера. Тут провів молоді роки, був хрещений.
Після загибелі Едвіна в битві при Хетфілді у 633 році Нортумбрія розпалася на Берніцію та Дейру. У першій посів трон Енфріт, а у Дейрі — Осрік. Зійшовши на трон, він знову став поклонятися поганським ідолам. Втім, вимушений боротися проти Кадваллона ап Кадфана, бриттського короля Гвінеду.
У 634 році Осрік взяв в облогу Кадваллона в Еофервіку, але той зробив раптову вилазку і завдав поразки англам, а сам Осрік загинув. Після цього трон Дейри посів родич Освальд з династії Еоппінгів.

## Родина
- Освін (д/н—651), король у 644—651 роках.